# Велика награда Аргентине
Велика награда Аргентине је била трка Формуле 1 која се уз прекиде возила од 1953. до 1998. године. Премда више није у календару Формуле 1, трка има дугу и разнолику историју. Аргентински председник Хуан Перон је, видевши успех Хуана Мануела Фанђе у то доба, био покретачка снага за прављење стазе и довођење Ф1 у Аргентину.
Стаза на којој се возила ВН Аргентине, отворена је у марту 1952. године за потребе купа Перон (победио Фанђо). 1953. године, стаза је први пут угостила Формулу 1, која је уједно била и прва трка ван Европе.

## Победници трка
Трке које нису биле дио светског првенства Формуле 1 су назначене розом подлогом.
| Година        | Возач                        | Конструктор   | Место        |              |
| ------------- | ---------------------------- | ------------- | ------------ | ------------ |
| 1998.         | Михаел Шумахер               | Ферари        | Буенос Ајрес |              |
| 1997.         | Жак Вилнев                   | Вилијамс-Рено | Буенос Ајрес |              |
| 1996.         | Дејмон Хил                   | Вилијамс-Рено | Буенос Ајрес |              |
| 1995.         | Дејмон Хил                   | Вилијамс-Рено | Буенос Ајрес |              |
| 1994. - 1982. | Није одржано                 | Није одржано  | Није одржано | Није одржано |
| 1981.         | Нелсон Пике                  | Брабам-Форд   | Буенос Ајрес |              |
| 1980.         | Алан Џоунс                   | Вилијамс-Форд | Буенос Ајрес |              |
| 1979.         | Жак Лафит                    | Лижије-Форд   | Буенос Ајрес |              |
| 1978.         | Марио Андрети                | Лотус-Форд    | Буенос Ајрес |              |
| 1977.         | Џоди Шектер                  | Волф-Форд     | Буенос Ајрес |              |
| 1976.         | Није одржано                 | Није одржано  | Није одржано | Није одржано |
| 1975.         | Емерсон Фитипалди            | Макларен-Форд | Буенос Ајрес |              |
| 1974.         | Дени Хјулм                   | Макларен-Форд | Буенос Ајрес |              |
| 1973.         | Емерсон Фитипалди            | Лотус-Форд    | Буенос Ајрес |              |
| 1972.         | Џеки Стјуарт                 | Тајрел-Форд   | Буенос Ајрес |              |
| 1971.         | Крис Ејмон                   | Матра         | Буенос Ајрес |              |
| 1970. - 1961. | Није одржано                 | Није одржано  | Није одржано | Није одржано |
| 1960.         | Брус Макларен                | Купер-Климакс | Буенос Ајрес |              |
| 1959.         | Није одржано                 | Није одржано  | Није одржано | Није одржано |
| 1958.         | Стирлинг Мос                 | Купер-Климакс | Буенос Ајрес |              |
| 1957.         | Хуан Мануел Фанђо            | Масерати      | Буенос Ајрес |              |
| 1956.         | Луиђи Мусо Хуан Мануел Фанђо | Ферари        | Буенос Ајрес |              |
| 1955.         | Хуан Мануел Фанђо            | Мерцедес      | Буенос Ајрес |              |
| 1954.         | Хуан Мануел Фанђо            | Масерати      | Буенос Ајрес |              |
| 1953.         | Алберто Аскари               | Ферари        | Буенос Ајрес |              |